# Batalla de Borowa Góra

La batalla de Borowa Góra hace referencia a la serie de batallas del 2 al 5 de septiembre de 1939 que tuvo lugar cerca de la sierra de Góry Borowskie, al sur oeste de Piotrków Trybunalski y medio de Bełchatów. La batalla, librada entre la Wehrmacht y el ejército polaco en las proximidades de Łódź, fue una consecuencia directa de la batalla de la frontera, una primera parte de la invasión alemana de Polonia.

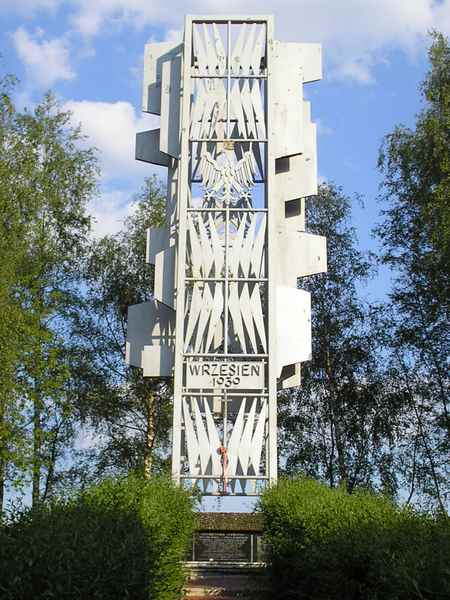
Monumento construido para conmemorar la batalla

Las tres colinas formaron un importante punto estratégico que el XVI Cuerpo de Ejército alemán debió romper con el fin de avanzar hacia Radomsko, Piotrków Trybunalski y Bełchatów. La zona fue defendida por la 2.º Regimiento de Infantería, bajo el coronel Ludwik Czyżewski, y el 146.º Regimiento de Infantería, bajo el coronel Artur Pollak. Ambas unidades polaco pertenecían al Ejército de Łódź. El XVI Cuerpo de Ejército alemán consistió de la 1.ª División Panzer, la 4.ª División Panzer, la 14.ª División de Infantería, y la 31.ª División de Infantería. Durante los intensos combates, las víctimas del 2.º Regimiento de legiones fueron 663 (incluidos 16 oficiales y 67 suboficiales). Las pérdidas alemanas fueron también elevadas.